# Tante Sidonia
Tante Sidonia (volledige naam: Sidonia Van Stiefrijke) is een van de vaste personages uit de Belgische stripreeks Suske en Wiske. Ze was al te zien in het allereerste verhaal uit de serie, Rikki en Wiske in Chocowakije (1945). Ze komt ook voor in de spin-offstripreeksen Jerom, Amoras en De Kronieken van Amoras.
Sidonia speelt de hoofdrol in enkele oude en recente verhalen in de Suske en Wiske-hoofdreeks, onder andere in De botte botaknol, De kattige kat, De flierende fluiter, De hippe heksen en De europummel. Verder speelde ze belangrijke bijrollen, zoals in De nare varaan en Jeanne Panne.

## Naamgeving
In de oude Vlaamse publicaties en albums heette zij Sidonie, terwijl ze in de Nederlandse publicaties altijd Sidonia heeft geheten. Met de invoering van het Standaardnederlands in de stripreeks (1964) werd Sidonia haar vaste naam.   
De Vlaamse seksuologe Goedele Liekens beweerde op Sinterklaasavond 2014 op de televisie "dat Belgen deze naam als Sidonia uitspreken". Over de beklemtoning van de tweede "i" in deze naam bestaat echter geen consensus onder Vlamingen. Veelgehoord is juist de uitspraak Sidonia. 
In de Vlaamse speelfilm Suske en Wiske en de Duistere Diamant (2004) wordt door Vlamingen en Nederlanders zowel de naam Sidonia als Sidonie gebruikt.

## Uiterlijk
Tante Sidonia is een lange, erg smalle vrouw (ongeveer 1,80 m) die meestal een roze blouse en een lange zwarte rok draagt. Ze heeft een enorme kin, grote neus en een bril die ze afzet als ze heel kwaad is. Ook heeft ze voor- en achterop haar hoofd een kuif. Oorspronkelijk droeg ze vaak een hoedje met spelden.
Ze is vooral bekend om haar schoenmaat, die schommelt rond maat 51. Vaak gooit ze haar bovenmaatse schoenen naar iemand die een vervelende opmerking over haar maakt, vaak is dit Lambik. In 2017 wordt een make-over doorgevoerd, tante Sidonia draagt nu laarsjes. Ook krijgt tante Sidonia, net als Wiske, borsten.
Ze is supermodel geweest in het verhaal Papa Razzi, maar vaker twijfelt ze aan haar uiterlijk. In De jolige joffer ruilt ze zelfs haar gezicht met als doel Lambik verliefd op haar te laten worden en in Het babbelende bad bezoekt tante Sidonia een plastisch chirurg om zichzelf om te toveren tot een model. Vaak moeten er vele koffers vol schoonheidsmiddelen mee op avontuur omdat tante Sidonia zich anders niet durft te vertonen.

## Karakter
Tante Sidonia is een huisvrouw en ze leeft eenvoudig, maar ze is van adellijke afkomst. Ze is vrijgezel en probeert geregeld aan een man te raken. Heimelijk is ze ook wel verliefd op Lambik. Ze probeert via allerlei schoonheidsmiddeltjes jong en mooi te blijven en is erg gevoelig wanneer Wiske of Lambik haar hierom beledigen. Vaak smijt ze in zo'n situaties haar schoen naar Lambiks achterhoofd. Het verhaal De briesende bruid stond geheel in het teken van haar zoektocht naar de ware, maar tante Sidonia komt erachter dat een perfecte man nog niet zo gemakkelijk te vinden is. Ze koestert een schijnbaar onbeantwoorde liefde voor Lambik, alhoewel zijn botte gedrag haar ook vaak enorm kwaad kan maken. In De lachende wolf (1952) zegt ze dat ze niet naar Canada zou gaan mocht Lambik haar ten huwelijk vragen. In Sjeik El Rojenbiet (1963) neemt ze een "I Love You"-boodschap van Lambik wat te ernstig op en begint tevergeefs van hartstocht te smelten. In De poenschepper (1966) zet ze maanden na Lambiks verdwijning bloemen in een vaasje te midden van een kamer vol met portretten van hem. Ondanks dat alles heeft ze in verschillende verhalen vele relaties gehad, die steeds weer mislukten. Dit maakt haar geregeld depressief, maar uiteindelijk krijgt haar genegenheid voor Suske, Wiske en haar vrienden altijd weer de bovenhand. In De tragische tante (2014) blijkt dat tante Sidonia nog altijd gevoelens heeft voor Lambik, nadat Suske en Wiske veel dates met verschillende mannen hebben geregeld voor haar. 
In Operatie Siggy (2018) wordt bekend dat tante Sidonia in haar jeugd een hippie was en ruzie kreeg met haar vader, Opa Snor. Ze liep van huis en werd straatzangeres, net als haar nicht Net de Anker kon ze namelijk erg goed zingen. Ze brak door en werd beroemd. Tante Sidonia werd ten huwelijk gevraagd door haar manager, maar die liet haar zonder enige uitleg alleen achter. Haar hart brak en ze werd een huisvrouw. Ze wilde hierna niks meer van de glamourwereld weten.
Ze is ook erg pienter en wist in bepaalde verhalen (Het zingende nijlpaard (1950), De lachende wolf (1952),...) zelf een mysterie op te lossen of redding te bieden. Ze bestuurt soms zelf de Gyronef.
Zij weet haar leptosomische lichaam − weerbarstige kuif, grote neus en kin, magere gestalte en grote platvoeten − soms handig in te zetten. In De straatridder (1955) kan ze zich volledig achter een lantaarnpaal verstoppen. In De lachende wolf (1952) kruipt ze als een slang de trap op. Het helpt haar ook om zich te vermommen: De stierentemmer (1950), De sissende sampan (1963), De apekermis (1965).
Sidonia heeft veel over voor Suske en Wiske en gaat voor hen door het vuur. Ze waarschuwt hen vaak voor gevaar en straft hen weleens wegens ongehoorzaamheid. In sommige albums blijft ze thuis en wacht ze haar vrienden aan het vliegveld op, maar soms gaat ze zelf in het geheim mee naar de plek waar het avontuur plaatsvindt om hen te helpen. De vrienden helpen allen in de opvoeding van Suske en Wiske, maar vinden vaak dat tante Sidonia hen te vrij laat en niet streng genoeg is. Vooral Lambik en professor Barabas kunnen zich hier aan ergeren, Jerom begrijpt het gedrag van de kinderen wel maar remt hen toch af.
Sidonia heeft ook geregeld last van paniek- en zenuwtoevallen, waarbij ze meestal achteruit springt en met haar hoofd op de grond knalt. Meestal trekt ze trillend haar hele lichaam hierbij krom in een boog. Ze wordt hiervoor weleens naar een ziekenhuis of rusthuis gebracht of met vlugzout of een mosterdvoetbad weer bijgebracht. Desondanks kan ze in noodsituaties bijzonder kordaat en moedig uit de hoek komen.

## Familie
Sidonia is de echte tante van Wiske. Ze is een ouderfiguur voor zowel Wiske als Suske, die ze adopteerde na het avontuur op Amoras in het verhaal Het eiland Amoras.
Tante Sidonia heeft de volgende bekende familieleden: 
- Haar vader (de Snor) verscheen voor het eerst in De snorrende snor. In De tijdbobijn wordt de Snor opgenomen in het kasteel van Van Zwollem.
- In Het vredeskruid blijkt dat ze een broer heeft[4] genaamd Adonis. Deze Adonis is op jonge leeftijd verdwenen in de binnenlanden van Borneo, toen hij op zoek was naar een vreemd kruid. Hij heeft jarenlang gewerkt op de Zuidpool om een kruid te ontwikkelen waarmee oorlog en geweld onmogelijk worden gemaakt.
- Tijdens de middeleeuwen leefde er een voorouder van Sidonia, die eveneens Sidonia heette en ook qua uiterlijk erg op haar 20e-eeuwse nazaat lijkt. Deze  middeleeuwse Sidonia maakt haar opwachting in  De koning drinkt. Eerst was ze hofleverancier, maar ten slotte huwt ze met koning Poefke, wat tante Sidonia's adellijke afkomst verklaart. Ondanks deze adellijke afkomst heeft tante Sidonia niet veel geld. In De tamme tumi wint ze echter de loterij, en koopt een huis dat wordt opgeknapt.
- In De stierentemmer hoort tante Sidonia van de burgemeester van Servela dat ze familie van hem is. Zijn overgrootvader, Hertog Medina Sidonia, stond aan het hoofd van de Spaanse Armada die door Filips II werd gezonden. Ze heeft dus Spaans bloed en opnieuw wordt bevestigd dat tante Sidonia van adel is. Hertog Medina Sidonia verwijst naar de hertog van Medina Sidonia, Alonzo Pérez de Guzmán el Bueno.
- In Het lederen monster wordt vastgesteld dat Sidonia keizerin was in het oude China.
- In de 19de eeuw woonde er in Kommersbonten een andere voorvader van haar: baron van Stiefrijke (De tuf-tuf-club). Sidonia's adellijke afkomst uit de middeleeuwen lijkt dus tot de 19de eeuw intact te zijn gebleven. Er is ook een kasteel van de Van Stiefrijkes.
- In Het lijdende Leiden wordt bekend dat tante Sidonia een erfenis heeft van haar groottante Eulalie van Stiefrijke - Dickenbeurze. Tante Sidonia komt hierdoor in problemen, want het blijkt dat haar groottante behoorlijke schulden had opgebouwd.
- Tante Sidonia heeft een volle neef genaamd John, die pelsjager en bonthandelaar in Alaska is. John is gehuwd met een Indiaanse, Big Snowbell. Hij verscheen voor het eerst in het album De lachende wolf en dook later nog eens op in De curieuze neuzen en SOS Snowbell.
- Tante Sidonia heeft ook een nicht die operazangeres is, Carmencita Falasol (eigenlijke naam Net de Anker)[5]. Falasol is gehuwd met de uitvinder Don José del Rondello (Jopie) met wie ze een zoontje genaamd Sprotje heeft[6].
- In verhaal Het lekkere lab (2019) erft tante Sidonia drie geiten van haar overleden groottante Hildegonde Van Stiefrijcke die op 98-jarige leeftijd is overleden. Ook krijgt ze een boek met recepten voor geitenkaas.
- In het verhaal Het Gewiste Wiske (2020) neemt Tante Sidonia de telefoon op met "Met Van Stiefrijke".
- In De Vroem-Vroem-Club (2021) blijkt tante Sidonia veel familieleden in Texas te hebben. Byron van Stiffrijcke heeft het GoodGum imperium opgebouwd en zijn kleindochter wordt ontvoerd. Hij schenkt het kasteel aan tante Sidonia, maar het wederopbouwen in Kommersbonten mislukt enorm; ze maakt er dan een pretpark van.

Sidonia is ook de tante van Rikki. Wat er met de ouders van Rikki en Wiske is gebeurd, is in de verhalen nooit duidelijk geworden.

## Musicals en films
- In de film De duistere diamant en de meeste musicals werd tante Sidonia door een mannelijke acteur gespeeld. Vanwege haar nogal mannelijke voorkomen was het moeilijk om een geschikte vrouw voor de rol van Sidonia te vinden, hoewel Gert Portael origineel wel de rol ging vertolken. Maar ze was niet meer beschikbaar toen de opnames werden uitgesteld tot een andere datum.
- In de musical De Circusbaron werd Sidonia voor het eerst gespeeld door een vrouw. Wanda Joosten nam de rol op zich en hernam deze een aantal jaren later toen de musical met een nieuwe cast werd hernomen.

## Vertalingen
- Aunt Agatha; vertaling in het Engels, album The Poisoned Rain (De ruige regen).
- Aunt Sidonia, tante Sidonie, tante Sidonia; vertaling in het Engels
- Muoike Sidonia; vertaling in het Fries, De goalgetter en It Woelige Waad (De woelige wadden).
- Tante Sidonie of Tantine; Franse vertaling in bijvoorbeeld Les Piquedunes Pickepockets (De dappere duinduikers) en Du rififi à Cnossos (Knokken in Knossos).
- Stina Frænka, IJslandse vertaling bijvoorbeeld Fákurinn Fjúgandi (Het ros Bazhaar).
- Onjo Sidonia, vertaling in het Esperanto
- Tant Klara, Zweedse vertaling
- Tant Sidonia, Limburgse vertaling
- Sanelma-täti, vertaling in het Fins

Tante Sidonia heeft haar oorspronkelijke naam behouden in het Duits en Drents.